# Gröninger Fass

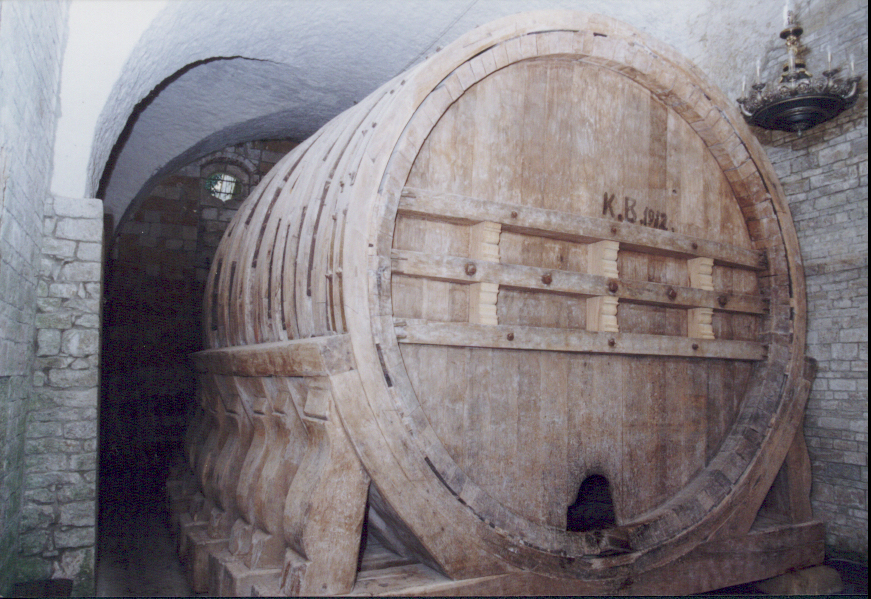
Das 1594 in Gröningen erbaute Fass gilt als das zweitälteste erhaltene Riesenweinfass der Welt.

Das Gröninger Fass, auch Halberstädter Riesenweinfass genannt, ist ein überdimensionales Fass aus dem ausgehenden 16. Jahrhundert, das heute im Keller des Jagdschlosses Spiegelsberge in Halberstadt zu besichtigen ist.
Das Fass hat nach Vermessungen aus dem Jahr 2005 ein Fassungsvermögen von 140.000 bis 145.000 Litern, ist innen 7,56 Meter und außen zwischen 8,33 und 8,48 Meter lang. Der Durchmesser der inneren Daubenkanten beträgt 4,37 Meter. als Gewicht wird 636,99 Zentner angegeben.
Ursprünglich war das Fass möglicherweise aus 93 Eichendauben zusammengesetzt, heute sind es 92 – die sichtbare Verkleinerung des Fasses könnte aber auch auf eine Trockenschrumpfung zurückzuführen sein.

## Geschichte
Gebaut wurde das Fass für das Schloss Gröningen von dem Küfer Michael Werner aus Landau, der drei Jahre zuvor auch das erste, nicht mehr erhaltene Heidelberger Fass zimmerte. Solche Riesenfässer waren zur Zeit der Renaissance und des Barock vor allem Prunk- und Repräsentationsobjekte. In Auftrag gegeben hat es Heinrich Julius (1564–1613), Herzog von Braunschweig und Administrator des Halberstädter Bistums. Es wurde 1594 fertig. Die Kosten beliefen sich, das Holz nicht einbezogen, auf 6.000 Taler.
Als im späten 18. Jahrhundert das baufällige Gröninger Schloss veräußert, abgebrochen und das Baumaterial verkauft wurde, ließ Freiherr Ernst Ludwig Christoph von Spiegel das Fass zusammen mit einigen steinernen Wappentafeln nach Halberstadt holen und im Keller des Jagdschlosses aufstellen.
Ein Eintrag im Guinness-Buch der Rekorde als ältestes Riesenweinfass der Welt erfolgte am 6. Juni 2008 und wurde 2019 korrigiert, nachdem sich herausstellte, dass das Tübinger Riesenfass bereits 1549 errichtet worden war.